# Onuris papillosa
Onuris papillosa là một loài thực vật có hoa trong họ Cải. Loài này được O.E. Schulz mô tả khoa học đầu tiên.